# 五酸化バナジウム
五酸化バナジウム（ごさんかバナジウム）は、5価バナジウムの酸化物である。五酸化二バナジウム、酸化バナジウム(V)とも呼ばれる。化学式はV2O5である。
VO5の四角錐ユニットが無限に配列したシート状構造をとる。

## 用途
用途は鉄鋼添加の他、石油の脱硫、硫酸製造の過程で用いられる二酸化硫黄の酸化，酸化作用を利用した酸化などの触媒としても使用される。バナジウム成分の単位（ユニット）としても用いられる。

## 主要な生産者
主要な生産者として、南アフリカのハイベルト社・エクストラータ社、中国の攀鋼集団がある。なお、攀鋼集団はスラグからバナジウムを回収している。